# Omélls de Nagaya
Omélls de Nagaya (en catalán y oficialmente Els Omells de na Gaia) es un municipio español de la provincia de Lérida, Comunidad autónoma de Cataluña, con una superficie de 13,5 km², una población de 159 habitantes (2006) y una densidad de población de 11,78 hab/km².

## Geografía humana

### Demografía
Cuenta con una población de 121 habitantes (INE 2024).
| Gráfica de evolución demográfica de Omélls de Nagaya entre 1842 y 2021 |
| |
| Población de derecho según los censos de población del INE Población de hecho según los censos de población del INEEn estos censos se denominaba Omélls de Nagaya: 1842, 1857, 1860, 1877, 1887, 1897, 1900, 1910, 1920, 1930, 1940, 1950, 1960, 1970 y 1981 |

| 152                        | 152 | 152 | 156 |
| (Fuente: [cita requerida]) |     |     |     |